# Estación de Águeda
La Estación Ferroviaria de Águeda es una plataforma del Ramal de Aveiro, que sirve a la localidad con el mismo nombre, en el distrito de Aveiro, en Portugal.

## Características y servicios
Esta estación apenas es utilizada por servicios regionales del operador Comboios de Portugal.

## Historia
El Ramal de Aveiro, en el cual esta estación se inserta, fue concluido en septiembre de 1911. En 1933, fue realizada, en esta estación, una exposición de ámbito regional, en el contexto del I Congreso Regional Ferroviario.